# Kutbach
Der Kutbach ist ein 3,354 km langer, rechter Zufluss der Kyll.
Die Fließgewässerkennziffer ist 266972, das Wassereinzugsgebiet hat eine Größe von 3,222 km².
Der Bach entspringt auf etwa 340 m über NN südöstlich von Butzweiler, fließt durch die Gemarkung Kordel und bildet dann die Grenze zwischen Kordel und Trier-Ehrang. Er fließt in vorwiegend östlicher Richtung zur Kyll, wo er auf etwa 150 m über NN mündet.
Im Tal des Kutbaches befinden sich die Genovevahöhle und der Sandsteinfelsenzug Kutlei.